# 定边县 (云南)
定边县是元、明、清时期云南省中部的一个县，县城南涧，今为南涧彝族自治县。

## 沿革
元初，定边县地属威楚府欠舍千户所管领:33。按康熙《定边县志》，定边县设置于至元十二年（1275年）:8，据《元史》载，定边县设置于至元二十二年（1285年），隶属镇南州。至元二十五年（1288年），定边县被裁撤，降为乡。
明初，洪武十四年，复设定边县，属镇南州。方国瑜认为1288年裁撤定边县后，可能在元末再次设立，亦或根本没有裁撤:824。洪武年中，改属楚雄府。洪武二十一年（1388年）三月，麓川思伦法率兵三十万、战象百余头进攻定边，明将沐英率兵抵御，用火器击溃其象阵，大败麓川军，是为“定边之役”。其后，定边成为明朝驻军屯垦的重地:34。
清朝时期，定边县实行乡里制，划为5个里：罗里、仁里、克里、赤里、集里:9。雍正七年（1729年），裁撤定边县，辖地划归蒙化府，在南涧设有一个巡检司。